# Vaccinium moupinense
Espèce
Classification phylogénétique
Vaccinium moupinense, l’Airelle de Moupin est une espèce de plante à fleurs de la famille des Ericaceae, originaire des provinces du Sud-Ouest de la Chine.

## Étymologie et nomenclature
Le nom de genre Vaccinium est un emprunt au latin uaccinium « airelle, myrtille » (Pline, 16, 77).
L’épithète spécifique moupin.ense est construite à partir du toponyme Moupin, transcription du père David du nom chinois 穆坪 Muping, actuellement xian de Baoxing dans le Sichuan et du suffixe latin -ensis, -ense « venant de ».
En 1869, le missionnaire botaniste Armand David établi à Moupin au Tibet oriental collecte des centaines de plantes, d’oiseaux et de mammifères, remarquables tant par le nombre que par la qualité, pour le compte du Muséum de Paris. En juillet, il découvre un arbrisseau au feuillage persistant, un genre d’airelle inconnu, poussant sur le tronc des arbres.
Le botaniste Adrien Franchet en donne une description dans Plantae davidianae ex sinarum imperio en 1888. Ses rameaux de fleurs rouges et de baies pourpres se sont révélés depuis être très attractifs dans les jardins de roches.
Son non vernaculaire en chinois est 宝兴 越桔 Baoxing yueju.

## Synonyme
- Vaccinium sikangense Y. C. Yang

## Description
Le Vaccinium moupinense est un arbuste sempervirent, épiphyte, de 0,5–1,2 m de haut, très ramifié, aux jeunes rameaux densément couverts d’une pubescence grise
La feuille portée par un pétiole de 1–2 mm pubescent, possède un limbe elliptique, obovale-elliptique ou obovale-oblong, de 0,7–1,7 cm de long sur 4–8 mm, coriace, peu pubescent ou seulement pubérulent sur la nervure médiane, base cunéiforme, bord révoluté, avec des dents obtuses discrètes dans la partie supérieure.
L’inflorescence racémeuse, souvent pseudoterminale, de 1,5–3 cm, à 6-15 fleurs. La fleur possède un hypanthe de 1,5 mm, glabre, des lobes du calice largement triangulaires, une corolle de couleur pourpre léger à rose, urcéolée, de 4 mm, glabre.
Le fruit est une baie, noire à noire violacée, d’environ 6 mm, comestibles.
La floraison a lieu en mai-juin et la fructification en juillet-octobre.

## Distribution et habitat
Vaccinium moupinense est une espèce endémique de Chine, poussant dans le Guizhou, OC Sichuan (Baoxing), NE Yunnan. 
C’est un épiphyte des chênes (Quercus) et des Tsuga, rencontré en montagne entre 900-} 1 800 m et 2 400 m. 

## Culture
Cette airelle avec ses fleurs roses se transformant en baies noire pourpre et son feuillage persistant aux belles couleurs d’automne constitue une plante ornementale appréciée en Occident.